# Groty
Groty – obszar Miejskiego Systemu Informacji i osiedle mieszkaniowe w dzielnicy Bemowo w Warszawie.

## Położenie
Według Miejskiego Systemu Informacji rejon Groty położony jest pomiędzy ulicą Lazurową od ulicy Kocjana na południe do linii kolejowej nr 938, na zachód linią kolejową do granicy miasta, granicą miasta do ulicy Kocjana i dalej ulicą Kocjana do ulicy Lazurowej.
Historycznie Groty, jako wieś, były zlokalizowane pomiędzy Babicami i Górcami w rejonie dzisiejszych ulic Górczewskiej, Lazurowej i Narwik.

## Historia
W XVI w. wieś należąca do rodziny Grotów i Zdziarskich, szlachty zaściankowej, w parafii Babice, licząca trzy łany (ok. 77 ha).
Wieś została całkowicie zniszczona podczas potopu szwedzkiego (1655-1656), a następnie ponownie zasiedlona.
W 1866 władze rosyjskie wybudowały w pobliżu wsi Fort III Blizne, który po 1913 stracił znaczenie obronne. W 1868 wieś Groty liczyła 13 drobnych gospodarstw (łącznie ok. 22 ha) oraz folwark (ok. 200 ha).
Po 1868 w Grotach letnią rezydencję, zaprojektowaną przez Władysłwa Macroniego z rozległym parkiem (ok. 25 ha), którego ozdobą była aleja starych lip, zbudował warszawski bankier Jan Gotlib Bloch. Pałacyk był zlokalizowany w pobliżu obecnej ulicy Narwik i Lazurowej. Zgodnie z opisem „w starszej części budowli wyróżniła się trójkondygnacyjna wieża z wielkim, biforialnym oknem na piętrze, triadą małych okienek na drugim piętrze i zwieńczeniem w formie trójkątnego frontonu z tympanonem dekorowanym sztukaterią. Nieregularny rzut gmachu był następstwem jego rozbudowy”. Pałacyk miał urządzenia wodno-kanalizacyjne i telefon. Pałacyk został rozebrany po 1959.
W 1877 Groty miały 157 mieszkańców zamieszkujących 13 domów.
W 1904 Groty liczyły 325 mieszkańców i 325 domów. W tym czasie tutejszy folwark został rozparcelowany do ok. 70 ha.
W okresie dwudziestolecia wojennego w Grotach posiadała grunty Dyrekcja Robót Publicznych. Do 1939 mieścił się tutaj Zakład Leczniczo-Wychowawczy dra Józefa Twerskiego zajmujący się dziećmi głęboko upośledzonymi.
W 1951 Groty włączono w granice m.st. Warszawy. W latach 1951–1989 Groty należały do dzielnicy Wola, w okresie od 29 grudnia 1989 do 25 marca 1994 – do dzielnicy-gminy Warszawa-Wola.
Na terenie osiedla Groty znajdują się dwa zespoły domów jednorodzinnych. Pierwszy z nich o powierzchni 21 ha znajdujący się między ulicami Kocjana, Bolimowską, Hubala-Dobrzańskiego, Podkowińską i Spychowską, zaprojektowany przez architekta Andrzeja Rogowskiego, powstał w latach 1970-1975. Na ten zespół podzielony na 3 kolonie składało się 147 piętrowych domów szeregowych oraz 213 domów parterowych zestawionych szeregowo lub wolnostojących na działkach o powierzchni 200-600 m². Drugi zespół domów powstał w latach 1975-1979 między ulicami Hubala Dobrzańskiego, Podkowińską, Spychowską i Zaboreczne. Zespół ten o powierzchni 9,1 ha składający się z 67 domów bliźniaczych na działkach 300-400 m² zaprojektował Leszek Studnicki.
Ponadto w granicach Grot znajduje się Rodzinny Ogród Działkowy im. Marcina Kasprzaka, utworzony pierwotnie dla pracowników Zakładów Radiowych im. M. Kasprzaka.

## Ważniejsze obiekty
- Fort III Blizne
- Oddział Zewnętrzny w Warszawie Bemowie podległy Aresztowi Śledczemu w Warszawie Służewcu
- Las Bemowski
- Rezerwat przyrody Łosiowe Błota
- Sąd Rejonowy dla Warszawy-Woli w Warszawie
- Teatr Imka
- Transatlantycka Centrala Radiotelegraficzna
- Wojskowa Akademia Techniczna